# Bronchocela hayeki
Bronchocela hayeki là một loài thằn lằn trong họ Agamidae. Loài này được Müller mô tả khoa học đầu tiên năm 1928.